# Danaea
Danaea, rod papratnjače iz porodice Marattiaceae čijih je šezdesetak vrsta (62; ovu bazu podataka revidirao H. Tuomisto, 2021, dok je ključ za sve vrste i 18 novih vrsta dodao Keskiniva et al., 2024a/b) rašireno po vlažnim tropskim šumama u Americi od razine mora do oko 2500 m nadmorske visine.
Veste roda Danaea imaju jednu sinangiju, koja se ponekad proteže od središnjeg dijela listića do ruba i otvorena je na završnom kraju.

## Vrste
1. Danaea acuminata Tuomisto & R.C.Moran
2. Danaea alansmithii Tuomisto & Keskiniva
3. Danaea alata Sm.
4. Danaea alba Keskiniva & Tuomisto
5. Danaea ampla Keskiniva & Tuomisto
6. Danaea andina Keskiniva & Tuomisto
7. Danaea antillensis Christenh.
8. Danaea antioquiana Keskiniva & Tuomisto
9. Danaea arbuscula Christenh. & Tuomisto
10. Danaea atlantica Christenh., E.M.Almeida & L.P.Félix
11. Danaea betancurii A.Rojas
12. Danaea bicolor Tuomisto & R.C.Moran
13. Danaea bipinnata Tuomisto
14. Danaea carillensis Christ
15. Danaea cartilaginea Christenh. & Tuomisto
16. Danaea chococola Christenh.
17. Danaea crispa Endrés & Rchb.fil.
18. Danaea cuspidopsis Keskiniva & Tuomisto
19. Danaea danaepinna Christenh.
20. Danaea dilatata Keskiniva & Tuomisto
21. Danaea draco Christenh.
22. Danaea elongata Keskiniva & Tuomisto
23. Danaea epilithica A.Rojas
24. Danaea epiphytica Christenh.
25. Danaea erecta Tuomisto & R.C.Moran
26. Danaea erosa Keskiniva & Tuomisto
27. Danaea excurrens Rosenst.
28. Danaea falcata Tuomisto & R.C.Moran
29. Danaea geniculata Raddi
30. Danaea gracilis Tuomisto & Keskiniva
31. Danaea grandifolia Underw.
32. Danaea humilis T.Moore
33. Danaea imbricata Tuomisto & R.C.Moran
34. Danaea inaequilatera A.Rojas
35. Danaea jenmanii Underw.
36. Danaea kalevala Christenh.
37. Danaea kessleri Keskiniva & Tuomisto
38. Danaea lanceolata Tuomisto & Keskiniva
39. Danaea latipinna Tuomisto & R.C.Moran
40. Danaea leprieurii Kunze
41. Danaea leussinkiana Christenh.
42. Danaea lingua-cervina Christenh. & Tuomisto
43. Danaea longicaudata Tuomisto
44. Danaea lucens A.Rojas
45. Danaea mazeana Underw.
46. Danaea megaphylla A.Rojas
47. Danaea moralesiana A.Rojas
48. Danaea moritziana C.Presl
49. Danaea nasua Keskiniva & Tuomisto
50. Danaea nigrescens Jenman
51. Danaea nodosa (L.) Sm.
52. Danaea oblanceolata Stolze
53. Danaea opaca Keskiniva & Tuomisto
54. Danaea panamensis Keskiniva & Tuomisto
55. Danaea peruviana Keskiniva & Tuomisto
56. Danaea polymorpha Lepr.
57. Danaea polypinna Keskiniva & Tuomisto
58. Danaea pumila Keskiniva & Tuomisto
59. Danaea riparia Christenh. & Tuomisto
60. Danaea robbinmoranii Keskiniva & Tuomisto
61. Danaea simplicifolia Rudge
62. Danaea stricta Tuomisto & Keskiniva
63. Danaea tenera C.V.Morton
64. Danaea tenuicaulis Tuomisto & Keskiniva
65. Danaea trichomanoides Spruce ex T.Moore
66. Danaea trifoliata Rchb. ex Kunze
67. Danaea trinitatensis Christenh. & Tuomisto
68. Danaea tuomistoana A.Rojas
69. Danaea ubatubensis Keskiniva & Tuomisto
70. Danaea ulei Christ
71. Danaea urbani Maxon
72. Danaea ushana Christenh.
73. Danaea vanderwerffii Tuomisto & Keskiniva
74. Danaea velona Keskiniva & Tuomisto
75. Danaea vivax Christenh. & Tuomisto
76. Danaea wendlandii Rchb.fil.
77. Danaea xenium Christenh. & Tuomisto
78. Danaea ypori Christenh.
79. Danaea zamiopsis Christenh. & Tuomisto
80. Danaea ×jamaicensis Underw.
81. Danaea ×plicata Christ

## Sinonimi
- Heterodanaea C.Presl
- Arthrodanaea C.Presl
- Danaeopsis C.Presl